# Vallata del Torbido
La vallata del Torbido è un'area geografica della provincia di Reggio Calabria al confine tra le Serre e l'Aspromonte in direzione del versante jonico reggino, nel territorio dei comuni di Mammola, Grotteria, San Giovanni di Gerace, Martone, Gioiosa Ionica e Marina di Gioiosa Ionica.Si trova nel centro-nord della Locride ed è percorsa dal fiume Torbido che nasce in Aspromonte e sfocia nel mare Jonio.
Il paese più grande è Gioiosa Jonica con 7 240 abitanti, mentre quello più piccolo è Martone con 597. Il comune con il più vasto territorio è Mammola e il più piccolo è Martone. 
Complessivamente i cittadini che vivono nella vallata del Torbido sono 21.690.
Il territorio della vallata, ad eccezione del comune di Marina di Gioiosa Ionica, fa parte della comunità montana della Limina, con sede in Mammola, alla quale appartengono inoltre i comuni di Canolo e Gerace. Mammola è inoltre sede della Porta di Accesso e il Centro Visita del Parco nazionale dell'Aspromonte.
Nella vallata si trova il Parco museo Santa Barbara, museo privato di arte moderna dell'artista Nik Spatari, realizzato sui resti di un antico monastero basiliano.

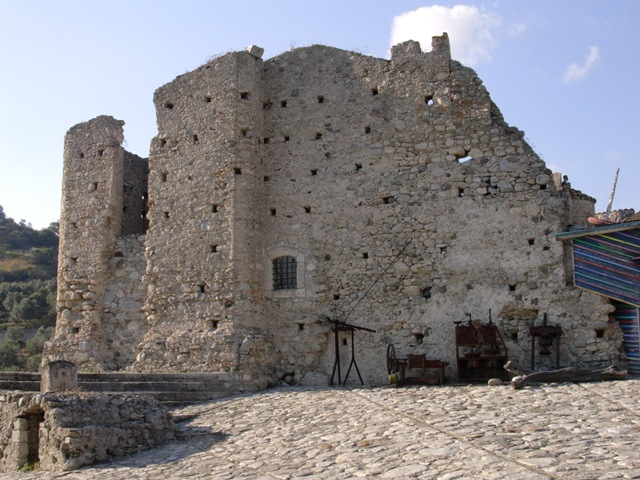
Mammola, antico monastero di Santa Barbara, X secolo

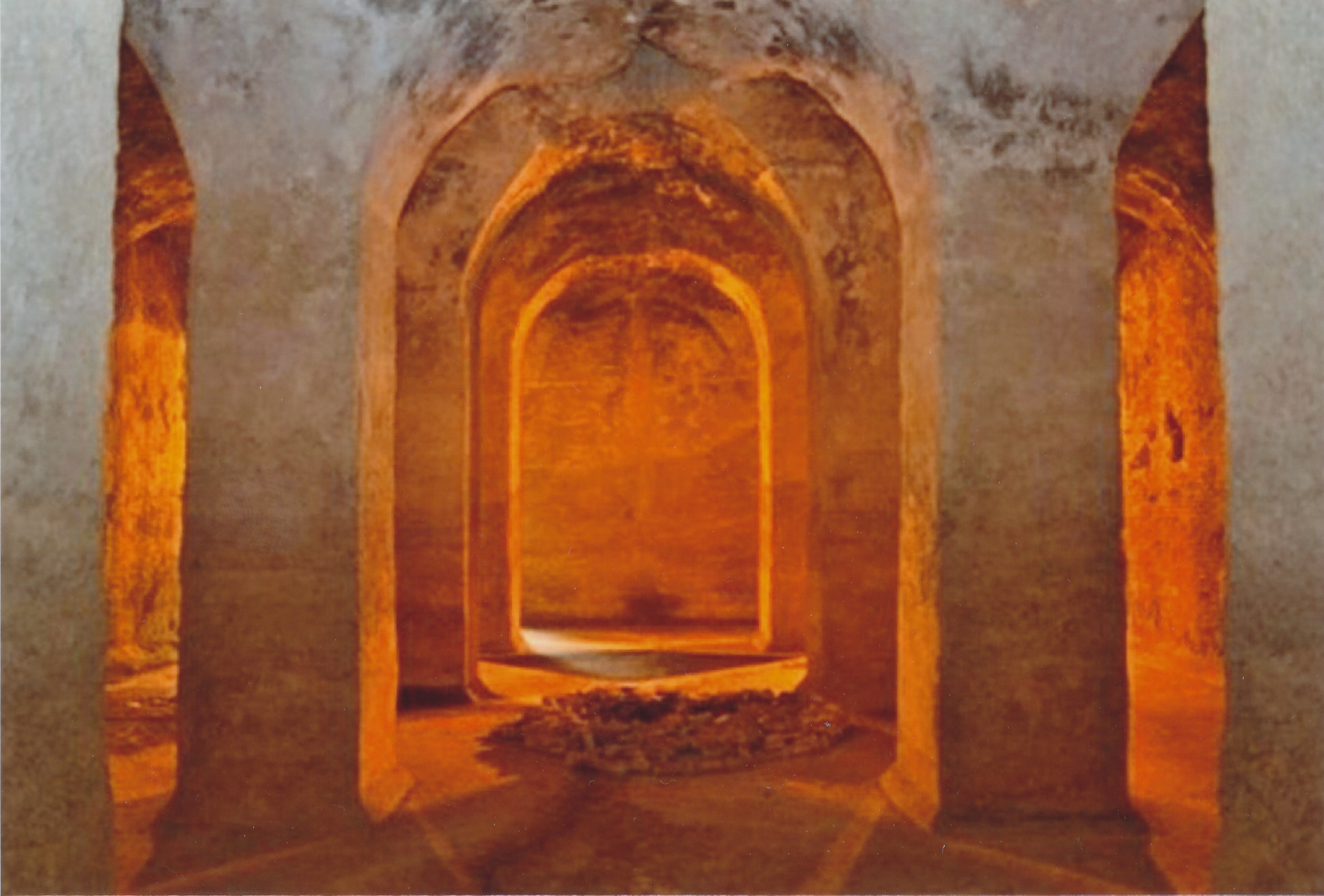
Gioiosa Jonica Naniglio

| Stemma | Comune                   | Popolazione (ab) | Superficie (km2) |
| ------ | ------------------------ | ---------------- | ---------------- |
|        | Mammola                  | 3.381            | 80               |
|        | Grotteria                | 3.611            | 37               |
|        | San Giovanni di Gerace   | 609              | 13               |
|        | Martone                  | 597              | 8                |
|        | Gioiosa Jonica           | 7.386            | 36.99            |
|        | Marina di Gioiosa Jonica | 6.436            | 15               |